# Itty Bitty Titty Committee
Itty Bitty Titty Committee es una película dirigida por Jamie Babbit. Fue estrenada el 28 de septiembre de 2007.

## Elenco
- Melonie Diaz como Anna.[3]
- Nicole Vicius como Sadie.
- Deak Evgenikos como Meat.
- Carly Pope como Shulie.[4]
- Lauren Mollica como Aggie.[5]
- Melanie Mayron como Courtney.
- Daniela Sea como Calvin.
- Mircea Monroe como Justine.
- Guinevere Turner como Marcy Maloney.
- Jenny Shimizu como Laurel.
- Leslie Grossman como Maude.[6]
- Jimmi Simpson como Chris.
- Joel Michaely como Peter.
- Melanie Lynskey visita la oficina del cirujano plástico donde trabaja Anna.
- Clea DuVall canta en un concierto.
- M. C. Brennan
- Collette Divine como Holly.
- Bruce Cronander como Edward.
- Camila Grey como miembro de banda
- Autor David Barr Kirtley como manifestante.